# それは私です
『それは私です』（それはわたしです）は、1960年3月20日から1968年3月までNHK総合テレビで放送されたクイズ番組である。番組開始当初はモノクロ放送だったが、1961年4月5日からカラー放送となった。

## 概要
ある珍しい経歴・特技・体験などを持つ人物が、偽者と一緒に登場し、解答者は質疑応答を繰り返す中で本物を見抜き当てていくという番組。
オープニングで「ここに3人の方がお見えになっていらっしゃいます。その中から、ある特別な経歴をお持ちの1人を見つけていただきたいと思います」と口上したように、特殊な技能や経験、趣味などを持つ人が、その人になりすました二人とともに登場し、司会者のお名前をどうぞという問いに対し、三人とも同姓同名の名を告げる。
次に司会者が、文章の結びが必ず「○○の人○○（氏名）それは私です」となった紹介文を読む。そこから解答者が順次、三人に対して本人を特定させるための質問をぶつけ、本人を当てる番組である。なお、なりすました人物の職業や本当の氏名も本人の口から明かされるが、「当然1人は本物なので、その人は知っていることを知らないとか、嘘の答えを回答してはいけませんが、後の2人は当意即妙、何を答えていただいても結構です」ということで、それを聞いて笑いを誘うような人物が選定された。
このようなコンセプトは、のちに日本テレビ放送網で放送された『ほんものは誰だ!』シリーズ（『ほんものは誰だ!』→『推理クイズ・私がほんもの!』→『エッ!うそーホント?』）にリメークされる。
司会は当時NHKアナウンサーの野村泰治（1964年度まで）、初見弘（1965年度以降）が担当。レギュラー解答者は池部良、安西愛子、曽野綾子、山本嘉次郎などであった。

## 放送時間
- 金曜 19時30分 - 20時00分（1960年7月 - 1961年3月、モノクロ放送）
- 水曜 20時00分 - 20時30分（1961年4月 - 1961年6月、ここからカラー放送
- 水曜 19時30分 - 20時00分（1961年7月 - 1964年3月）
- 水曜 20時00分 - 20時30分（1964年4月 - 1965年3月）
- 土曜 19時30分 - 20時00分（1965年4月 - 1966年3月）
- 土曜 20時00分 - 20時30分（1966年4月 - 1966年12月）
- 土曜 21時00分 - 21時30分（1967年1月 - 1967年3月）
- 土曜 20時45分 - 21時30分（1967年4月 - 1968年3月）